# Epigmenio Exiga
Epigmenio Exiga Arellano (* 28. března 1950) je bývalý mexický zápasník – judista.

## Sportovní kariéra
Jeho sportovní kariéra je spojená s univerzitním klubem Instituto Politécnico Nacional v Ciudad de México. V mexické mužské reprezentaci se pohyboval od konce šedesátých let dvacátého století. V roce 1972 reprezentoval Mexiko na olympijských hrách v Mnichově v polotěžké váhové kategorii do 95 kg a v kategorii bez rozdílu vah. Po skončení sportovní kariéry v druhé polovině sedmdesátých let dvacátého století působil jako trenér a sportovní funkcionář.

## Výsledky v judu
| Turnaj                  | 1969           | 1970           | 1971           | 1972           |
| Turnaj                  | 19             | 20             | 21             | 22             |
| Turnaj                  | polotěžká váha | polotěžká váha | polotěžká váha | polotěžká váha |
| ----------------------- | -------------- | -------------- | -------------- | -------------- |
| Olympijské hry          |                |                |                | úč.            |
| Mistrovství světa       | úč.            |                | úč.            |                |
| Panamerické mistrovství |                | ?              |                | ?              |
| Středoamerické a k. hry |                | —              |                |                |